# Tuğçe Şahutoğlu
Tuğçe Şahutoğlu (Mersin, 1 mei 1988) is een atlete uit Turkije.
Ze behaalde twee nationale titels in Turkije.
Op de Olympische Zomerspelen van Londen in 2012 werd Şahutoğlu 19e bij het onderdeel kogelslingeren.
Op de Olympische Zomerspelen van Rio de Janeiro in 2016 en op de Olympische Zomerspelen van Tokio in 2021 kwam ze niet verder dan de kwalificatieronde.

## Persoonlijk record
| Onderdeel      | Resultaat | Jaar |
| -------------- | --------- | ---- |
| Kogelslingeren | 71,17 m   | 2012 |

- World Athletics: 14303341